# 三菱樹脂
三菱樹脂株式会社（みつびしじゅし、英: Mitsubishi Plastics, Inc.）は、かつて存在した三菱グループの大手樹脂加工メーカーである。本社を東京都千代田区丸の内に置いていた。三菱ケミカルの前身企業の一つ。三菱ケミカルホールディングス（現：三菱ケミカルグループ）の完全子会社であった。

## 概要
2008年4月1日、三菱樹脂、三菱化学ポリエステルフィルム、三菱化学産資、三菱化学エムケーブイ、三菱化学の機能材料事業の統合により、新会社「三菱樹脂」として新発足した。
三菱グループの一社であり、かつては三菱金曜会及び三菱広報委員会の会員企業であった。「三菱」の社名を冠したのは1962年。
高機能フィルム、成型品、炭素繊維、アルミナ繊維、樹脂金属複合材、アルミニウム合金などの事業を行っていた。また関連会社では、切削加工用エンジニアリングプラスチック素材や農業用フィルム、人工芝などの事業を行っていた。

## 沿革
- 1943年（昭和18年）
  - 1月15日 - 天然ゴム加工会社として、亀戸ゴム工業株式会社設立。
  - 9月 - 日本化成工業が、長浜工場（滋賀県長浜市）にて合成ゴムの加工を開始。
- 1946年（昭和21年）2月 - 戦後天然ゴムの加工に転換するため、亀戸ゴム工業が東京から長浜市に移転し、三菱化成工業長浜工場を継承。長浜ゴム工業株式会社に社名変更。
- 1948年（昭和23年）4月 - 日本初となる塩化ビニル樹脂の加工に着手し、軟質塩化ビニル樹脂加工商品の生産を開始。
- 1952年（昭和27年）1月 - 軟質部門を同系の三菱モンサント化成に移譲、かねてより研究中の硬質塩化ビニル樹脂加工商品の生産を本格的に開始。
- 1958年（昭和33年）6月 - ゴム部門を完全に閉鎖し、合成樹脂商品の製造専業化。長浜樹脂株式会社に社名変更。
- 1961年（昭和36年）
  - 6月 - 株式を東京証券取引所へ上場。
  - 8月 - 株式を大阪証券取引所へ上場。
  - 10月 - 平塚工場竣工。
- 1962年（昭和37年）6月 - 社名を三菱樹脂株式会社に変更。
- 1974年（昭和49年）1月 - 美祢工場竣工。
- 1994年（平成6年）7月 - 郡山工場竣工。
- 1995年（平成7年）7月 - 長浜工場浅井製造所を浅井工場に改称。
- 1996年（平成8年）11月 - 平塚工場羽生製造部を羽生製造所に改称。
- 2001年（平成13年）1月 - 長浜工場水島製造所を開設。
- 2002年（平成14年）9月 - 長浜工場筑波製造所を開設。
- 2007年（平成19年）
  - 2月9日 - 三菱化学（現：三菱ケミカル）による三菱樹脂の株式に対するTOBが開始される。
  - 7月 - 東京、大阪証券取引所上場廃止。
  - 7月10日 - 水道管などに使用される塩化ビニール管の販売価格を巡りヤミカルテルを結んでいたとして、公正取引委員会から独占禁止法違反（不当な取引制限）の疑いで強制調査を受ける。
  - 10月1日 - 株式移転により、株式会社三菱ケミカルホールディングス（現：三菱ケミカルグループ）の完全子会社となる。
- 2008年（平成20年）
  - 3月3日 - 新社発足に先立ち、三菱化学の機能材料事業子会社とともに東京都中央区日本橋へ本社移転。
  - 4月1日 - 三菱樹脂、三菱化学ポリエステルフィルム、三菱化学産資、三菱化学エムケーブイ、三菱化学の機能材料事業の事業統合により、統合新社として新発足。社名を三菱樹脂株式会社とする。
- 2010年（平成22年）12月 - 日本国内で初めて甘草の本格的な商業生産に着手する事を発表。数年後には国内需要の全量を賄う規模まで拡大し、中国への輸出も検討するとしている。
- 2015年（平成27年）7月15日 - 甘草を日本国内で量産する技術を確立したと発表[4]。
- 2017年（平成29年）4月1日 - 三菱化学・三菱樹脂・三菱レイヨンの3社が合併し、「三菱ケミカル株式会社」が発足[5]。これに伴い会社解散[6]。

## 事業拠点
国内製造拠点
| - 長浜工場（滋賀県長浜市） - 山東工場（滋賀県米原市） - 平塚工場（神奈川県平塚市） - 上田工場（長野県上田市） - 水島製造所（岡山県倉敷市） - 羽生製造所（埼玉県羽生市） |  | - 浅井工場（滋賀県長浜市） - 筑波工場（茨城県牛久市） - 直江津工場（新潟県上越市） - 坂出工場（香川県坂出市） - 郡山製造所（福島県郡山市） - 東京製造所（東京都青梅市） |

国内営業拠点
| - 関西支社（大阪市中央区） - 九州支社（福岡市） |  | - 中部支社（名古屋市） - 北海道支社（札幌市） |

国外駐在員事務所
- 台湾駐在事務所（台北市）

## グループ会社
国内
| - アストロ - 三菱樹脂アグリドリーム - ダイヤサービス - クオドラントポリペンコジャパン - 長浜ジェイフィルム - 北菱モールド - 菱湖テクニカ - 菱琵テクノ - 越菱 - 日東化工 - ダイヤプラスフィルム |  | - アルポリック - ダイアモールディング - ダイヤテックス - ジェイフィルム - 三菱樹脂インフラテック - 菱栄 - 菱樹商事 - 菱和ロジテム - 児玉化学 - みかど化工工業 - 油化電子 |

国外
| - Aquamit B.V. - Dia Moulding Slovakia s.r.o. - Mitsubishi Plastics Composites America,Inc. - Mitsubishi Polyester Film, Inc. - PT.MC PET FILM INDONESIA - Tai-Young Film Co., Ltd. （太洋製膜股份有限公司） - Wuxi SSS-Diamond Plastics Co., Ltd. （無錫積菱塑料有限公司） |  | - Quadrant AG - Hishi Plastics U.S.A., Inc. - Mitsubishi Polyester Film GmbH - MP International (Hong Kong) Ltd. （菱麗樹脂（香港）有限公司） - Shanghai Baoling Plastics Co., Ltd. （上海宝菱塑料制品有限公司） |

かつてのグループ会社
- メディアリング（すでに解散）